# Bistra (Črna na Koroškem)
Bistra (Duits: Wistra) is een plaats in Slovenië en maakt deel uit van de gemeente Črna na Koroškem in de NUTS-3-regio Koroška. De plaats telde 79 inwoners op 1 januari 2020.